# Dundalk Football Club 1991-1992
Questa voce raccoglie le informazioni riguardanti il Dundalk Football Club nelle competizioni ufficiali della stagione 1991-1992.

## Maglie e sponsor
Lo sponsor tecnico per la stagione 1991-1992 è Union Sports, mentre lo sponsor ufficiale è Harp Lager.
| Manica sinistra · Maglietta · Manica destra · Pantaloncini · Calzettoni | Manica sinistra · Maglietta · Manica destra · Pantaloncini · Calzettoni |

## Rosa
| N. |                    | Ruolo | Calciatore       |
| -- | ------------------ | ----- | ---------------- |
|    | Irlanda (bandiera) | P     | Martin Connolly  |
|    | Irlanda (bandiera) | P     | Alan O'Neill     |
|    | Irlanda (bandiera) | P     | Eddie van Boxtel |
|    | Scozia (bandiera)  | D     | James Coll       |
|    | Irlanda (bandiera) | D     | Tommy Dunne      |
|    | Irlanda (bandiera) | D     | Dave Mackey      |
|    | Scozia (bandiera)  | D     | Tom McNulty      |
|    | Irlanda (bandiera) | D     | Ronnie Murphy    |
|    | Irlanda (bandiera) | D     | Richie Purdy     |
|    | Irlanda (bandiera) | D     | Mick Shelley     |
|    | Irlanda (bandiera) | D     | Kieran Sheehy    |
|    | Irlanda (bandiera) | D     | Thomas Staunton  |
|    | Irlanda (bandiera) | C     | Paul Brady       |
|    | Irlanda (bandiera) | C     | Thomas Fallon    |

| N. |                           | Ruolo | Calciatore          |
| -- | ------------------------- | ----- | ------------------- |
|    | Irlanda (bandiera)        | C     | Paul Johnston       |
|    | Irlanda (bandiera)        | C     | Barry Kehoe         |
|    | Irlanda (bandiera)        | C     | Gino Lawless        |
|    | Irlanda (bandiera)        | C     | Ricki McEvoy        |
|    | Irlanda (bandiera)        | C     | Eamonn Synott       |
|    | Irlanda (bandiera)        | A     | Mick Byrne          |
|    | Irlanda (bandiera)        | A     | Alan Doherty        |
|    | Irlanda (bandiera)        | A     | Terry Eviston       |
|    | Irlanda (bandiera)        | A     | Peter Hanrahan      |
|    | Irlanda (bandiera)        | A     | Brian Irwin         |
|    | Irlanda (bandiera)        | A     | Mick Kavanagh       |
|    | Irlanda (bandiera)        | A     | Brendan O'Callaghan |
|    | non conosciuta (bandiera) |       | David Coleman       |

## Risultati

### FAI Cup
| 16 febbraio 1992 Terzo turno - Andata | Kilkenny City | 1 – 1 | Dundalk |  |

| 20 febbraio 1992 Terzo turno - Ritorno | Dundalk | 1 – 0 | Kilkenny City |  |

| 6 marzo 1992 Secondo turno | Dundalk | 0 – 2 | Bohemians |  |

### Coppa dei Campioni
| Arbitro: | Đokić |

|            |           |            |
| Negrău 83’ | Marcatori | 30’ McEvoy |

| Arbitro: | Philippi |

|  |           |                 |
|  | Marcatori | 24’, 29’ Pisont |